# Котловське сільське поселення
Котло́вське сільське поселення (рос. Котловское сельское поселение) — колишнє муніципальне утворення в складі Граховського району Удмуртії, Росія. Адміністративний центр — присілок Котловка.
Законом Удмуртської Республіки від 17.05.2021 № 47-РЗ ліквідовано через перетворення муніципального району на муніципальний округ.
Населення — 324 особи (2015; 387 в 2012, 408 в 2010).

## Склад
До складу поселення входять такі населені пункти:
| Населений пункт               | Населення, осіб (2010) | Населення, осіб (2012) |
| ----------------------------- | ---------------------- | ---------------------- |
| Газек, присілок               | 6                      | 6                      |
| Котловка, присілок            | 194                    | 183                    |
| Макарово, присілок            | 88                     | 87                     |
| Слов'янська Слобода, присілок | 0                      | 0                      |
| Ягі-Каксі, присілок           | 120                    | 111                    |

## Господарство
В поселенні діють 2 школи, 2 садочки, 2 бібліотеки, 3 клуби. Серед підприємств працює ТОВ «Полісся».